# Гаупт, Рудольф Фридрих Мориц
Рудольф Фридрих Мориц Гаупт (нем. Rudolph Friedrich Moriz Haupt; 27 июля 1808, Циттау — 5 февраля 1874, Берлин) — немецкий филолог, выдающийся знаток классических древностей и гуманист.

## Биография
Был профессором в Лейпцигском университете. После майских событий 1849 г. попал вместе с Моммзеном и Яном под суд за соучастие в политическом обществе и хотя был оправдан, но лишен кафедры. Позже был профессором в Берлине и непременным секретарем Берлинской академии наук.
Член-корреспондент СПбАН c 04.12.1859 — по историко-филологическому отделению (разряд классической филологии и археологии).

## Труды
- «Quaestiones Catullianae»,
- «Observationes criticae»,
- «De carminibus bucolicis Calpurnii et Nemesiani»;
- издал с критическими комментариями сочинения древних классиков: Овидия, Горация, Катулла, Тибулла, Пропорция, Тацита, Вергилия, Эсхила и др.;

Он же издал сочинения некоторых немецких средневековых писателей и основан журнал «Zeitschrift für deutsches Altertum».